# Infraero
Infraero o Empresa Brasileira de Infraestructura Aeroportuária, (en español: Empresa Brasileña de Infraestructura aeroportuaria) es una empresa pública del Gobierno de Brasil que desde el 31 de mayo de 1973 es la responsable por la gestión y operación de los aeropuertos del país. La sede de la empresa se encuentra en Brasilia.
Su creación fue autorizada por la ley Nº 5.862 de 1972.

## Aeropuertos administrados por Infraero

### Región nordeste
- Paulo Afonso - Aeropuerto de Paulo Afonso
- Mossoró - Aeropuerto de Mossoró

### Región centro-oeste
- Sorriso - Aeropuerto Regional de Sorriso

### Región sudeste
- Divinópolis - Aeropuerto de Divinópolis
- Guarujá - Aeródromo Civil Metropolitano de Guarujá
- Ipatinga - Aeropuerto de Ipatinga
- Juiz de Fora - Aeropuerto de Juiz de Fora
- Linhares - Aeropuerto de Linhares
- Poços de Caldas - Aeropuerto de Poços de Caldas
- Río de Janeiro - Aeropuerto Santos Dumont

### Región sur
- Passo Fundo - Aeropuerto de Passo Fundo
- Santo Ângelo - Aeropuerto de Santo Ângelo